# Nephopteris maxonii
Nephopteris es un género monotípico de helechos perteneciente a la familia Pteridaceae. Su única especie: Nephopteris maxonii, es originaria de Colombia.

## Taxonomía
Nephopteris maxonii fue descrita por David Bruce Lellinger y publicado en American Fern Journal 56(4): 180, t. 22, en el año 1966.